# NGC 159
NGC 159 este o galaxie lenticulară, posibil galaxie spirală, situată în constelația Phoenix. A fost descoperită în 28 octombrie 1834 de către John Herschel.